# Список ботаников-систематиков/O

Список начинающихся на букву O обозначений имён ботаников, которые используются при цитировании научных (латинских) биноминальных названий растений.
Международный кодекс ботанической номенклатуры (МКБН) рекомендует в публикациях на ботанические темы, особенно если они касаются таксономии и номенклатуры, указывать авторов названий таксонов. Указание авторов названий таксонов следует выполнять в соответствии с правилами и советами, приведёнными в МКБН. В частности, в МКБН дана рекомендация использовать при цитировании авторов таксонов опубликованную в 1992 году книгу Браммита и Пауэлл Authors of plant names с уточнениями и дополнениями, соответствующими сведениям из баз данных International Plant Names Index и Index Fungorum.
Список обозначений содержит:
- стандартную форму обозначения,
- имя на русском языке (если известно),
- имя на родном языке персоны (или на английском),
- год рождения или годы жизни; в некоторых случаях дан год первой публикации (пометка fl.), в которой использовано данное обозначение.

## Список
- O'Brien — О’Брайен, Джеймс (англ. James O'Brien, 1842—1930)
- O'Kennon — R. J. O'Kennon, fl. 1997
- O.Berg — Берг, Отто Карл (нем. Otto Karl Berg, 1815—1866)[1]
- O.Deg. — Дегенер, Отто (англ. Otto Degener, 1899—1988)
- O.E.Schulz — Шульц, Отто Ойген (нем. Otto Eugen Schulz, 1874—1936)[2]
- O.F.Müll. — Мюллер, Отто Фредерик (дат. Otto Frederik (Friedrich, Friderich, Fridrich) Müller, 1730—1784)
- O.Fedtsch. — Федченко, Ольга Александровна (1845—1921)
- O.Gruss — Olaf Gruss, fl. 1992
- O.Hoffm. — Гофман, Карл Август Отто (нем. Karl August Otto Hoffmann, 1853—1909)
- O.J.Rudbeck — Рудбек, Улоф (старший) (швед. Olof Johannis Rudbeck d.ä., 1630—1702)[3]
- O.K.Mill. — Миллер, Орсон Напп (англ. Orson Knapp Miller, 1930—2006)
- O.O.Rudbeck — Рудбек, Улоф (младший) (швед. Olof Olai Rudbeck d.y., 1660—1740)[3]
- O.Schwarz — Шварц, Отто Карл Антон (нем. Otto Karl Anton Schwarz, 1900—1983)
- O.Targ.Tozz. — Тарджони Тоццетти, Оттавиано (итал. Ottaviano Targioni Tozzetti, 1755—1826)
- Oakeley — Окли, Генри Фрэнсис (Окли, Генри Фрэнсис, 1941—)
- Oakes — Оукс, Уильям (англ. William Oakes, 1799—1848)
- Oberh. — Ernst Oberholzer, 1886—1950
- Ochoa — es:Carlos Ochoa Nieves, 1920—2008
- Oerst. — Эрстед, Андерс Сандо (ботаник) (англ. Anders Sandøe Ørsted (botanist), 1816—1872)
- Ohwi — Ои, Дзисабуро (яп. 大井次三郎 англ. Jisaburo Ohwi, 1905—1977)
- Oken — Окен, Лоренц (нем. Lorenz Oken, 1779—1851)
- Okuyama — яп. 奥山 春季 англ. Shunki Okuyama, 1909—1998
- Oliv. — Оливер, Дэниел (ботаник) (англ. Daniel Oliver, 1830—1916)
- Olivier — Оливье, Гийом Антуан (фр. Guillaume Antoine Olivier, 1756—1814)
- Olmstead — Richard Glenn Olmstead, 1951—
- Olney — Олни, Стивен Тейер (англ. Stephen Thayer Olney, 1812—1878)
- Opiz — Опиц, Филип Максимилиан (чеш. Philipp (Filip) Maximilian Opiz, 1787—1858)
- Orazova — A.O. Orazova, 1928—
- Orchard — Anthony Edward Orchard, 1946—
- Orcutt — Оркатт, Чарльз Рассел (англ. Charles Russell Orcutt, 1864—1929)
- Ørgaard — Marian Ørgaard, fl. 1991
- Orph. — Орфанидес, Теодор (англ. Theodoros Georgios Orphanides, 1817—1886)
- Ortega — Гомес де Ортега, Казимиро (исп. Casimiro Gómez Ortega, 1741—1818)[4]
- Ortgies — Karl Eduard Ortgies, 1829—1916
- Ortiz-Cat. — Luis Ortiz-Catedral
- Ortm. — Anton Ortmann, 1801—1861
- Orzell — Steve L. Orzell, fl. 1989
- Osbeck — Осбек, Пер (швед. Pehr Osbeck, 1723—1805)
- Ósk. — Ингимар Оускарссон (исл. Ingimar Óskarsson, 1892—1981)
- Osipian — Осипян, Лия Левоновна (арм. Լիա Լևոնի Օսիպյան, 1930—)
- Ostenf. — Остенфелль, Карл Хансен (дат. Carl Emil Hansen Ostenfeld, 1873—1931)
- Otth — Отт, Карл Адольф (нем. Carl Adolph Otth, 1803—1839)
- Otto — Отто, Кристоф Фридрих (нем. Christoph Friedrich Otto, 1782—1856)
- Oudejans — Robertus Cornelis Hilarius Maria Oudejans, 1943—
- Oudem. — Удеманс, Корнель Антуан Абрагам (нидерл. Corneille Antoine Jean Abraham Oudemans, 1825—1906)
- Ovcz. — Овчинников, Павел Николаевич (1903—1979)
- Ovrebo — Clark L. Ovrebo, fl. 1983

### Комментарии
1. ↑  Ранее использовалось сокращение Berg, которое теперь указывает на учёного Ernst von Berg (1782—1855)
2. ↑  В советское время применяли сокращение: Schulz
3. 1 2  Долиннеевский ботаник. Названия, опубликованные им до 1 мая 1753 года, не считаются действительно опубликованными с точки зрения Международного кодекса ботанической номенклатуры, в связи с чем в современной научной литературе это обозначение практически не встречается.
4. ↑  Устаревшее обозначение автора: Ort.